# Traque à Boston
Pour les articles homonymes, voir Patriot.
Ne doit pas être confondu avec Patriot Day ou Patriots' Day.
Pour plus de détails, voir Fiche technique et Distribution.
Traque à Boston ou Le Jour des patriotes au Québec (Patriots Day) est un film américain réalisé par Peter Berg et sorti en 2016. Il revient sur l'enquête autour du double attentat du marathon 2013 de Boston.

## Synopsis
Le 15 avril 2013, « jour des patriotes », une attaque terroriste a lieu à Boston, lors de la 117e édition du marathon de la ville. Tout est alors mis en œuvre pour neutraliser les auteurs de l'attentat. Un jeune couple, Patrick Downes et Jessica Kensky, sont blessés et emmenés dans des hôpitaux séparés, où ils doivent tous deux être amputés d'une jambe. Le père de famille Steve Woolfenden est également blessé et séparé de son fils en bas âge, Leo, qui est emmené par un officier dans un endroit sûr. L'agent spécial du FBI Richard DesLauriers est chargé d'enquêter sur les attentats à la bombe en collaboration avec le commissaire Ed Davis du Boston Police Department. Le sergent de la police de Boston Tommy Saunders va quant à lui rechercher des preuves et aider les personnes qui ont été blessées ou séparées de leurs proches dans le chaos.

## Fiche technique
Sauf indication contraire, les informations mentionnées dans cette section peuvent être confirmées par la base de données cinématographiques IMDb,  présente dans la section « Liens externes ».
- Titre français : Traque à Boston

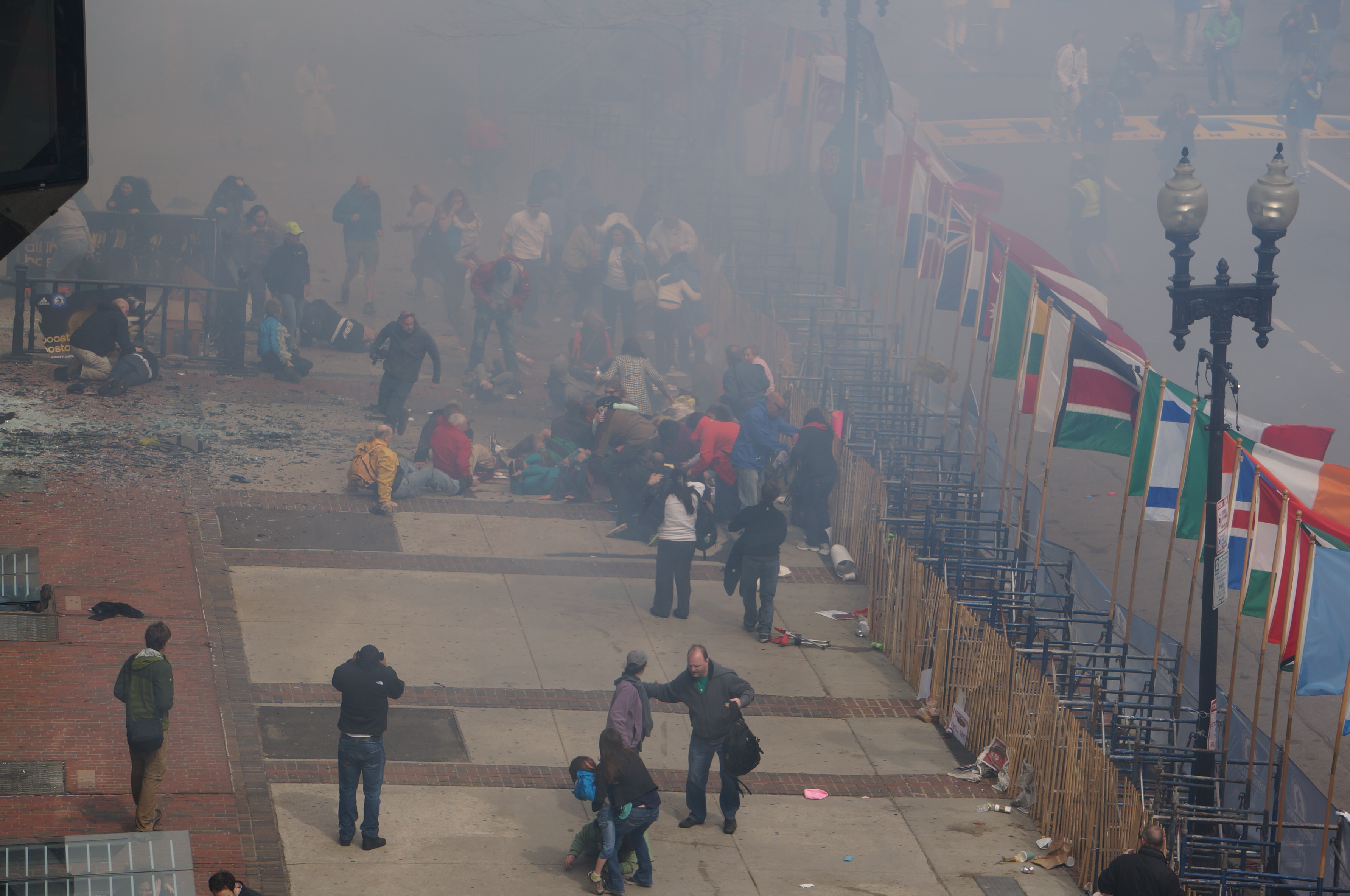
Le site de la première explosion quelques instants après la déflagration.

- Titre québécois : Le Jour des patriotes
- Titre original : Patriots Day
- Réalisation : Peter Berg
- Scénario : Peter Berg, Joshua Zetumer et Matt Cook, d'après une histoire de Peter Berg, Matt Cook, Eric Johnson et Paul Tamasy, d'après le livre de Casey Sherman et Dave Wedge
- Musique : Trent Reznor et Atticus Ross
- Direction artistique : Steve Cooper
- Décors : Tom Duffield
- Costumes : Virginia Johnson
- Photographie : Tobias A. Schliessler
- Montage : Gabriel Fleming et Colby Parker Jr.
- Production : Dorothy Aufiero, Dylan Clark, Stephen Levinson, Michael Radutzky, Scott Stuber et Mark Wahlberg
  - délégués : Louis G. Friedman, Eric Johnson, Nicholas Nesbitt et Paul Tamasy
  - associé : Stephen Stapinski
- Sociétés de production : CBS Films, Closest to the Hole Productions
- Sociétés de distribution : Lionsgate, Metropolitan Filmexport (France)
- Budget : 45 millions de dollars[2]
- Pays de production :  États-Unis
- Langue originale : anglais
- Format : couleur
- Genre : thriller, drame historique, policier
- Durée : 133 minutes
- Dates de sortie[3] :
  - États-Unis : 17 novembre 2016 (AFI Fest)
  - États-Unis : 21 décembre 2016 (sortie limitée)
  - États-Unis : 13 janvier 2017 (sortie nationale)
  - France : 8 mars 2017
- Classification[4] :
  - États-Unis : R
  - France : interdit aux moins de 12 ans

## Distribution
- Mark Wahlberg (VF : Bruno Choël ; VQ : Martin Watier) : le sergent Tommy Saunders
- Kevin Bacon (VF : Philippe Vincent ; VQ : Benoit Rousseau) : l'agent spécial Richard DesLauriers
- John Goodman (VF : Jacques Frantz ; VQ : Yves Corbeil) : le commissaire Edward F. Davis
- J. K. Simmons (VF : Philippe Catoire ; VQ : Pierre Chagnon) : le sergent Jeffrey Pugliese
- Michelle Monaghan (VF : Rosalie Symon ; VQ : Geneviève Désilets) : Carol Saunders
- Vincent Curatola (VF : Achille Orsoni ; VQ : Denis Michaud) : le maire de Boston Thomas Menino
- Alex Wolff (VF : Gabriel Bismuth-Bienaimé ; VQ : Joakim Lamoureux) : Dzhokhar Tsarnaev
- Themo Melikidze (VF : Brice Ournac ; VQ : Maël Davan-Soulas) : Tamerlan Tsarnaev
- Michael Beach (VF : Frantz Confiac ; VQ : Patrick Chouinard) : le gouverneur du Massachusetts Deval Patrick
- Jake Picking (en) (VF : Valéry Schatz ; VQ : Alexandre Fortin) : l'officier Sean Collier
- Rhet Kidd (VF : Emmanuel Karsen ; VQ : Renaud Paradis) : Harrold
- Melissa Benoist (VF : Jessica Monceau ; VQ : Aurélie Morgane) : Katherine Russell, la femme de Tamerlan
- Charles Luise (VF : Christophe Desmottes ; VQ : Sylvain Hétu) : le colonel de la police du Massachusetts
- Curtis J. Bellafiore (VF : Tristan Petitgirard ; VQ : Kevin Houle) : l'officier Joey Reynolds
- James Colby (VF : Pascal Germain ; VQ : Alain Zouvi) : William B. Evans
- Jimmy O. Yang (VF : Alexandre Nguyen ; VQ : Louis-Philippe Berthiaume) : Dun Meng
- Rachel Brosnahan (VF : Sandra Valentin ; VQ : Kim Jalabert) : Jessica Kensky, la femme de Patrick Downes
- Cliff Moylan (VF : Sylvain Lemarié ; VQ : François Trudel) : le sergent MacLellan
- Christopher O'Shea (VQ : Frédéric Millaire-Zouvi) : Patrick Downes
- David Ortiz : lui-même
- Christopher Whitcomb (VF : Jean-Marc Charrier) : Le Virginien
- Jay Giannone (VF : Jean-Marc Charrier) : Jimmy
- Billy Smith XI (VF : Jean-Marc Charrier) : Charlie Collins
- Khandi Alexander : l'interrogateur

 Source et légende : version française (VF) sur RS Doublage et AlloDoublage; version québécoise (VQ) sur Doublage.qc.ca

## Production

### Genèse et développement
Le film est adapté du livre Boston Strong: A City's Triumph Over Tragedy de Casey Sherman (en) et Dave Wedge (en) publié en 2015.

### Attribution des rôles
Mark Wahlberg retrouve le réalisateur Peter Berg qui l'avait dirigé dans ses deux précédents films, Du sang et des larmes (2013) et Deepwater (2016). Melissa Benoist, qui incarne Katherine Russell, la femme de Tamerlan Tsarnaev, a tout d'abord auditionné pour le rôle de la survivante Jessica Kensky, finalement incarné par Rachel Brosnahan.

### Tournage
Le tournage débute le 29 mars 2016,. Il a lieu dans plusieurs villes du Massachusetts (Boston, South Weymouth, Massachusetts Institute of Technology, Quincy, Malden, Framingham, Somerville...). Il s'achève au Lasell College (en) de Newton en mai 2016.

### Musique
La musique du film est composée par Trent Reznor et Atticus Ross.
| 1.    | Them And Us                 | 4:12  |
| 2.    | We Forget Who We Are        | 4:55  |
| 3.    | The Place You Are Right Now | 7:06  |
| 4.    | Inquiries                   | 4:38  |
| 5.    | Trails                      | 5:53  |
| 6.    | Broken Glass                | 5:03  |
| 7.    | Nobody Cares About Me       | 4:12  |
| 8.    | The Night Drive             | 12:14 |
| 9.    | Escape                      | 6:34  |
| 10.   | Terminus                    | 2:54  |
| 11.   | Long Shadows On The Street  | 7:10  |
| 12.   | Resolve                     | 3:35  |
| 68:33 |                             |       |

## Sortie et accueil

### Critique
Aux États-Unis, le film récolte des critiques plutôt positives avec notamment 80 % d'opinions favorables et une note moyenne de 6,8⁄10, pour 189 critiques. Sur Metacritic, Traque à Boston décroche une note moyenne de 69⁄100, pour 42 critiques.
En France, le film est un peu moins bien accueilli. Le site Allociné lui donne notamment une note moyenne de 2,8/5, pour 22 titres de presse recensés. Du côté des avis positifs, on peut notamment lire dans Ouest-France « le récit de l'attentat du marathon de Boston, en 2013, se transforme en thriller, qui culmine lors de la scène de guérilla urbaine finale, hallucinante d'intensité et d'action ». Emmanuelle Spadacenta de Cinemateaser déclare quant à elle que « Peter Berg réalise son meilleur film à ce jour ». Dans Le Journal du dimanche, Stéphanie Belpêche souligne « l'insertion subtile d’images d’archives [qui] apporte un réalisme saisissant » ainsi qu'un « très beau rôle pour Mark Wahlberg ».
Du côté des avis négatifs, Isabelle Regnier du Monde écrit « Peter Berg met en scène paresseusement des policiers américains poursuivant des terroristes qui préparent un attentat ». Catherine Balle du Parisien décrit quant à elle le film comme du « patriotisme lourdingue ». Dans L'Humanité, Vincent Ostria pense qu'en « recréant un tel événement presque à chaud, on joue un jeu dangereux qui revient à transformer des attentats en spectacle pour faire marcher le commerce ». Dans Télérama, on peut notamment lire « Dans le rôle du bon flic patriotique, Mark Wahlberg (originaire de Boston) surjoue la dignité dans la douleur. Et comme la tradition l'exige, les images des vrais héros défilent à la fin. Amen. ».

### Box-office
| Pays ou région    | Box-office     | Date d'arrêt du box-office | Nombre de semaines |
| ----------------- | -------------- | -------------------------- | ------------------ |
| États-Unis Canada | 31 886 361 $   | 9 mars 2017                | 11                 |
| France            | 61 077 entrées | 4 avril 2017               | 4                  |
| Total mondial     | 50 541 359 $   | -                          | -                  |